# Lee So-youn
Lee So-youn (koreanisch 이소연; weitere Schreibweise: Lee So-yeon/Lee So Yeon; * 16. April 1993 in Suwon) ist eine südkoreanische Shorttrackerin.

## Werdegang
2012 erreichte Lee bei den Ausscheidungsläufen für die Südkoreanische Nationalauswahl den sechsten Platz und qualifizierte sich damit für das Nationalteam. Im Shorttrack-Weltcup 2012/13 gewann sie beim ersten Event in Calgary die Goldmedaille über 1000 m. Beim dritten Event in Nagoya gewann sie die Goldmedaille über 1500 m. Sie beendete die Saison als viertplatzierte der Gesamtwertung über 1000 m.
In den folgenden Jahren konnte sie sich nicht mehr für das Nationalteam qualifizieren. In der Saison rückte sie für die Weltcuprennen 5 und 6 in die Nationalmannschaft nach, da die eigentliche Nationalauswahl an den Winter-Asienspielen 2017 teilnahm. In Minsk gewann sie mit der 3000-m-Staffel die Bronzemedaille.
Es folgten weitere Jahre ohne Nationalmannschaftsqualifikation bis 2022.

## Weltcupsiege

### Weltcupsiege im Einzel
| Nr. | Datum            | Ort     | Disziplin |
| --- | ---------------- | ------- | --------- |
| 1.  | 20. Oktober 2012 | Calgary | 1000 m    |
| 2.  | 2. Dezember 2012 | Nagoya  | 1500 m    |

## Persönliche Bestzeiten
- 500 m      42,438 s (aufgestellt am 22. Oktober 2023 in Montreal)
- 1000 m    1:27,664 min (aufgestellt am 19. Oktober 2012 in Calgary)
- 1500 m    2:22,381 min (aufgestellt am 28. Oktober 2023 in Montreal)